# Anales dublineses de Inisfallen
Los Anales dublinenses de Inisfallen son una compilación del siglo XVIII (hacia 1765) de anales irlandeses medievales, trabajados de nuevo y ampliados con material de tradiciones posteriores en forma interpolada, obra de John O'Brien, obispo de Cloyne y el reverendo John Conry. La obra no se debe confundir con los auténticos Anales de Inisfallen.
Se publicó una edición en latín en 1825 por el sacerdote Charles O'Conor, aunque no llegó a completarse a una traducción al inglés. Algunas secciones si se han traducido individualmente por diversos historiadores.

## Contenido
Los anales dublinenses están reconocidos como una fuente analítica poco fiable del gaélico irlandés pero contiene algún material valioso que de otra forma a estas alturas se habría perdido. La naturaleza del nuevo trabajo hace muy complicada la distinción entre el material de auténtico valor de lo prescindible.